# Франко, Дэйв
Дэ́вид Джон Фра́нко (англ. David John Franco, род. 12 июня 1985, Пало-Алто, Калифорния, США) — американский актёр, актёр озвучивания и режиссёр. Он начал свою карьеру с небольших ролей в таких фильмах, как «SuperПерцы» (2007) и «Двойная жизнь Чарли Сан-Клауда» (2010). После главной роли в девятом сезоне комедийного сериала «Клиника» Франко совершил свой прорыв в кино, исполнив второстепенную роль в комедийном фильме «Мачо и ботан» (2012).
Франко также снялся в фильмах «Ночь страха» (2011), «Иллюзия обмана» (2013) и его продолжении «Иллюзия обмана 2» (2016), «Соседи. На тропе войны» (2014), «Нерв» (2016) и «Горе-творец» (2017). В 2020 году он дебютировал в качестве режиссёра в фильме «Кто не спрятался», в котором снялась его жена Элисон Бри.

## Ранняя жизнь
Франко родился в Пало-Альто, штат Калифорния, в семье Бетси Лу (урождённой Верн), поэта, автора детских книг и редактора, и Дугласа Юджина Франко (1948—2011), который руководил некоммерческим агентством и бизнесом; они познакомились, будучи студентами Стэнфордского университета. Отец Франко был португальцем (с Мадейры) и шведом по происхождению. Мать Франко — еврейка (русского еврейского происхождения); её родители сменили фамилию с Веровиц на Верн. Дэйв заявил, что он гордится тем, что он еврей. Бабушка Франко по отцовской линии, Марджори (Петерсон) Франко, является опубликованным автором книг для молодежи. Бабушка Франко по материнской линии, Митци (Левин) Верн, владела художественной галереей Верна, известной художественной галереей в Кливленде, и была активным членом Национального совета еврейских женщин. Франко вырос в Калифорнии вместе со своими двумя старшими братьями Джеймсом и Томом.
Он учился в Университете Южной Калифорнии и первоначально представлял себя учителем средней школы, преподающим творческое письмо, пока менеджер его брата Джеймса Франко не привел его в театральный класс, когда он был второкурсником, где он начал изучать актёрское мастерство.

## Карьера
Дебют на телевидении у Дэйва состоялся в 2006 году в телесериале «Седьмое небо», где он исполнил небольшую роль. Далее последовали эпизодические роли в телепроектах «Университет», «Избалованные», «Не беспокоить». Первую серьёзную роль актёр получил в 24 года в девятом сезоне сериала «Клиника». Он сыграл студента медицинского университета Коула Ааронсона, чьи родители финансируют строительство здания. Завоеванную известность закрепила роль футболиста в молодёжной комедии «SuperПерцы» и эпизодическая роль в драме «Харви Милк», где одну из главных ролей исполнил его старший брат Джеймс Франко.
В 2013 году Дэйв получил ведущую роль в фильме «Иллюзия обмана». В том же году снялся в зомби-мелодраме «Тепло наших тел», где сыграл Перри Кельвина. В 2014 году Дэйв принял предложение режиссёра Николаса Столлера исполнить одну из главных ролей в комедии «Соседи. На тропе войны». В том же году снялся в качестве камео в продолжении фильма «Мачо и ботан», а также снялся в фильме «Нерв».
В 2015 году появился в комедийном фильме «Между делом», совместно с Винсом Воном и Томом Уилкинсоном.
В 2016 году стало известно, что он вернётся к роли Джека Уайлдэра в фильме «Иллюзия обмана 2», а также к роли Пита в фильме «Соседи. На тропе войны 2».
В 2020 году состоялся режиссёрский дебют Франко. Он выступил автором сценария и режиссёром фильма «Кто не спрятался».

## Личная жизнь
В мае 2012 года Франко начал встречаться с актрисой Элисон Бри. В августе 2015 года пара объявила о своей помолвке, а в марте 2017 они поженились.

## Фильмография
| Год          |     | Русское название               | Оригинальное название             | Роль                |
| ------------ | --- | ------------------------------ | --------------------------------- | ------------------- |
| 2006         | с   | Седьмое небо                   | 7th Heaven                        | Бенджамин Бейнсворт |
| 2006         | кор |                                | Frat Bros.                        | Эй Джей             |
| 2007         | ф   | SuperПерцы                     | Superbad                          | Грег                |
| 2007         | ф   | После секса                    | After Sex                         | Сэм                 |
| 2008         | с   | Университет                    | Greek                             | Гонзо               |
| 2008—2009    | с   | Избалованные                   | Privileged                        | Закари              |
| 2008         | с   | Не беспокоить                  | Do Not Disturb                    | Гас                 |
| 2008         | ф   | Харви Милк                     | Milk                              |                     |
| 2008         | ф   | Короткий путь                  | The Shortcut                      | Марк                |
| 2009         | ф   | Гринберг                       | Greenberg                         | Рич                 |
| 2009         | кор |                                | A Fuchsia Elephant                | Майкл               |
| 2009—2010    | с   | Клиника                        | Scrubs                            | Коул Ааронсон       |
| 2010         | ф   | Двойная жизнь Чарли Сан-Клауда | Charlie St. Cloud                 | Салли               |
| 2010         | кор |                                | Catblock (The Ultimate Co%kblock) |                     |
| 2011         | ф   | Ночь страха                    | Fright Night                      | Марк                |
| 2011         | ф   | Тухлое мясо                    | Bad Meat                          | Тайлер              |
| 2012         | ф   | Мачо и ботан                   | 21 Jump Street                    | Эрик Молсон         |
| 2012         | кор | Вы бы                          | Would You                         | Дейв                |
| 2013         | ф   | Тепло наших тел                | Warm Bodies                       | Перри Кельвин       |
| 2013         | ф   | Иллюзия обмана                 | Now You See Me                    | Джек Уайлдер        |
| 2014         | ф   | Соседи. На тропе войны         | Neighbors                         | Пит                 |
| 2015         | ф   | Между делом                    | Unfinished Business               | Майк Блинчик        |
| 2015 — н. в. | с   | Другой космос                  | Other Space                       | Чэд                 |
| 2016         | ф   | Соседи. На тропе войны 2       | Neighbors 2: Sorority Rising      | Пит                 |
| 2016         | ф   | Иллюзия обмана 2               | Now You See Me 2                  | Джек Уайлдер        |
| 2016         | ф   | Нерв                           | Nerve                             | Сэм «Йен»           |
| 2016         | с   | Проще простого                 | Easy                              | Джефф               |
| 2017         | ф   | Малые часы                     | The Little Hours                  | Массето             |
| 2017         | ф   | Горе-творец                    | The Disaster Artist               | Грег Сестеро (Марк) |
| 2019         | ф   | Зеровилль                      | Zeroville                         | Монтгомери Клифт    |
| 2019         | ф   | Призрачная шестёрка            | 6 Underground                     | Шестой              |
| 2022         | с   | Вечеринка                      | The Afterparty                    | Ксавьер             |
| 2022         | ф   | Дневная смена                  | Day Shift                         | Сет                 |
| 2024         | ф   | Любовь истекает кровью         | Love Lies Bleeding                | Джей-Джей           |
| 2025         | ф   | Одно целое                     | Together                          | Тим                 |
| 2025         | ф   | Сожалею о тебе                 | Regretting You                    | Джона Салливан      |
| 2025         | ф   | Иллюзия обмана 3               | Now You See Me: Now You Don't     | Джек Уайлдер        |

### Озвучивание
1. 2012 — Юная Лига Справедливости — Загадочник
2. 2014 — Лего. Фильм — Валли
3. 2017 — Лего Фильм: Ниндзяго — Ллойд